# CEV Cup
CEV Cup je druhá úroveň oficiální soutěže pro mužské volejbalové kluby Evropy. Soutěž každoročně pořádá Evropská volejbalová konfederace (CEV) od sezóny 1972/1973 dříve známá jako PVP.

## Systém soutěže
CEV Cup se hraje vyřazovacím systémem doma a venku, za stavu 1:1 na zápasy následuje ihned po druhém zápase tzv. "zlatý set".

## Historie
- Pohár vítězů pohárů CEV (1972–73 až 1999–2000)
- CEV Top Teams Cup (2000-01 až 2006-2007)
- CEV Cup (2007-08 do současnosti)

## Vítězové
| - 1972–73: Zvezda Voroshilovgrad - 1973–74: Elektrotechnika Riga - 1974–75: Elektrotechnika Riga - 1975-76: CSKA Sofia - 1976–77: Elektrotechnika Riga - 1977–78: Rudá Hvězda Praha - 1978-79: Dinamo București - 1979–80: Panini Modena - 1980–81: Červená Hvězda Bratislava - 1981-82: Avtomobilist Leningrad - 1982-83: Avtomobilist Leningrad - 1983-84: Robe di Kappa Torino - 1984-85: Dynamo Moskva - 1985-86: Panini Modena - 1986–1987: Tartarini Bologna - 1987–88: Maxicono Parma - 1988–89: Maxicono Parma | - 1989–90: Maxicono Parma - 1990-91: Eurostile Montichari - 1991-92: Eurostile Montichari - 1992–93: Mediolanum Milano - 1993-94: Sisley Treviso - 1994-95: Daytona Las Modena - 1995-96: Olympiacos Pireus - 1996–97: Alpitour Traco Cuneo - 1997–98: Alpitour Traco Cuneo - 1998-99: AS Cannes - 1999-00: Paris Volley - 2000-01: SC Espinho - 2001-02: Knack Roeselare - 2002-03: Piet Zoomers Apeldoorn - 2003-04: Lokomotiv Charkov - 2004-05: Olympiacos Pireus - 2005-06: Copra Berni Piacenza | - 2006–07: Autocommerce Bled - 2007-08: Roma Volley - 2008-09: Lokomotiv Bělgorod - 2009-10: Bre Banca Lannutti Cuneo - 2010-11: Sisley Treviso - 2011-12: Dynamo Moskva - 2012–13: Halkbank Ankara - 2013–14: Paris Volley - 2014-15: Dynamo Moskva - 2015–16: Berlin Recycling Volleys - 2016–17: Prohlídky VB - 2017–18: Belogorie Belgorod - 2018–19 : Diatec Trentino - 2020–21: Dynamo Moskva - 2021–22: Vero Volley Monza |